# 尼姆
尼姆（法語：Nîmes，發音：[nim] ⓘ），法国南部城市，奥克西塔尼大区加尔省的一个市镇，也是该省的省会和人口最多的城市，下辖尼姆区，其市镇面积为161.85平方公里，2022年1月1日时人口数量为150,444人，是原朗格多克-鲁西永大区的第二大城市，在法国城市中排名第21位。
尼姆位于加尔省中部，塞文山脉脚下，距离地中海海滨大约30公里，是一个区域性的工商业中心、科教中心及交通枢纽，多条公路和铁路在此交汇。尼姆也是法国南部重要的旅游城市，市内分布大量古罗马时期的建筑，其中尼姆竞技场和泉水花园为当地的代表性景点。

## 地名来源
“尼姆”一名来源于其古罗马名称“内毛苏斯”，是当地一处泉水的名字，现为泉水花园。

## 历史

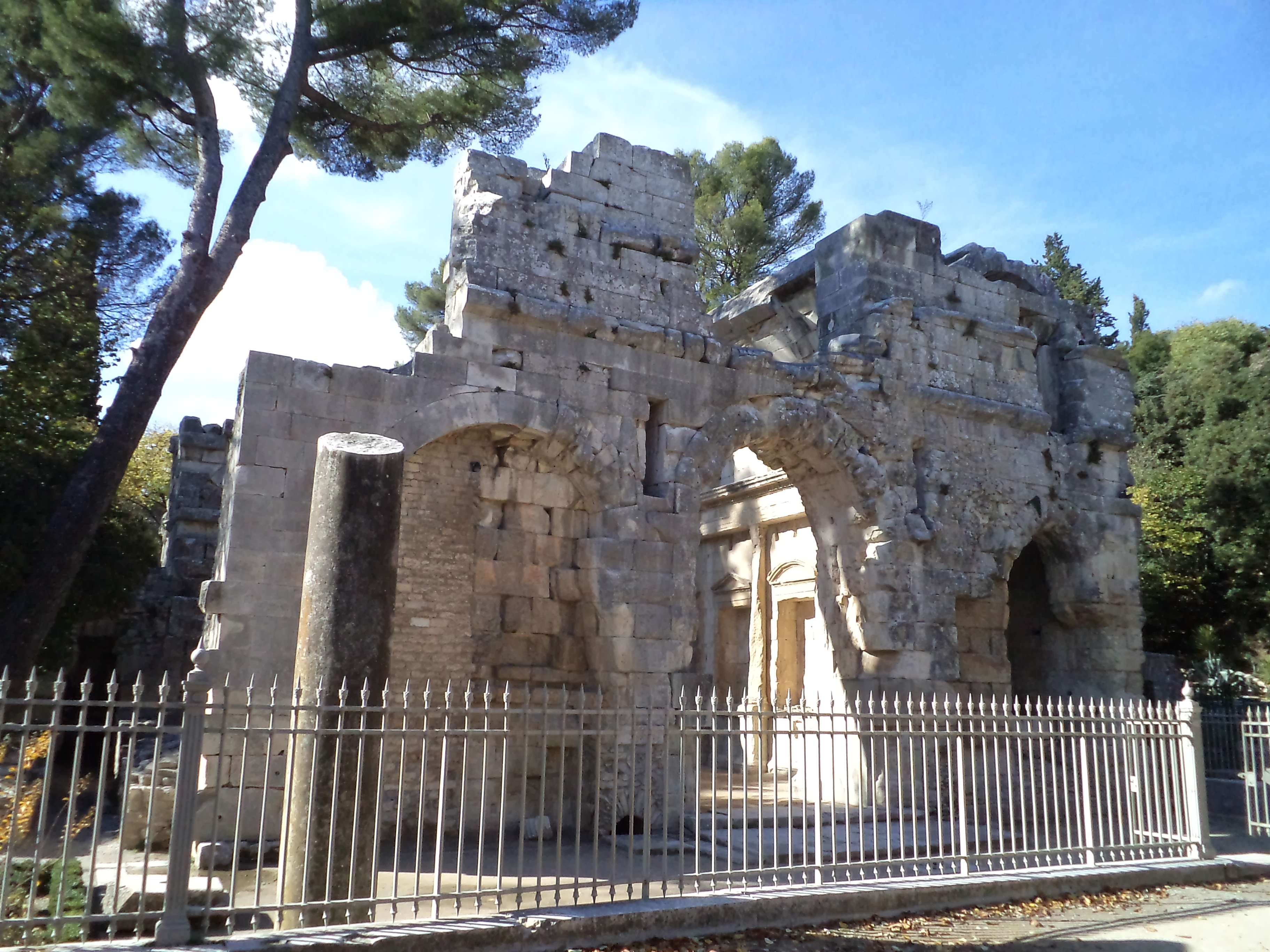
狄亚娜神庙旧址

尼姆地区早在古罗马时期就已出现人类活动，为阿尔科米克沃尔克人的活动中心，罗马人入侵后，原城址被建成为内毛苏斯，自公元前118年起成为多米蒂安大道上的一站。此后，内毛苏斯因其战略性的地理位置（罗马和西班牙之间）而受到重视，一系列的城市设施开始出现，包括斗兽场、引水道（今加尔桥）和教堂等，并修建了奥古斯都门和法兰西门两处重要的城门，城市人口数量达到2.5万，成为当时纳博讷高卢行省内最大的城市之一。公元5世纪后，尼姆多处遭受外敌入侵，其中公元六至七世纪期间，尼姆被西哥特人占领，因长期地处多个政权的边界而受到频繁的袭击，人口数量急剧下降，直到公元8世纪收归图卢兹公国后才逐渐恢复稳定。公元13世纪，尼姆居民与阿尔比十字军展开了激烈的斗争。文艺复兴期间，尼姆境内出现了多处文化社团和手工业作坊。1685年《枫丹白露敕令》颁布后，尼姆地区的新教徒再次举行大规模的防抗，史称“塞文山战争”，造成该地区长期不安稳的局面，直至法国大革命结束。法兰西第一共和国成立后，尼姆成为加尔省省会。19世纪中期，铁路连通至尼姆，并使其成为一个区域性的枢纽；同时，当地附近出现了多个酒庄，酿酒业得到了发展。1944年5月27日，尼姆遭遇联军B-24轟炸機的大规模破坏，造成近千人死伤。2001年，法国高速铁路地中海线建成通车，尼姆前往巴黎的最佳旅行时间缩短至3小时。

## 地理

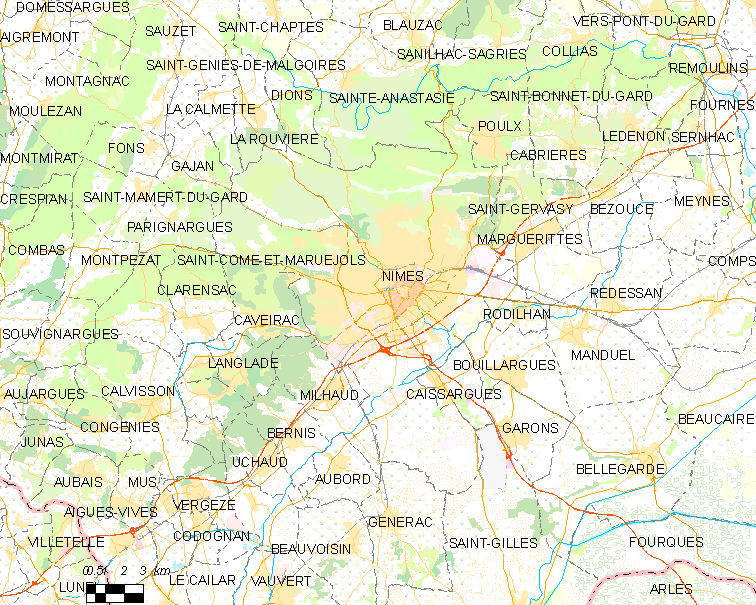
尼姆市镇范围地图

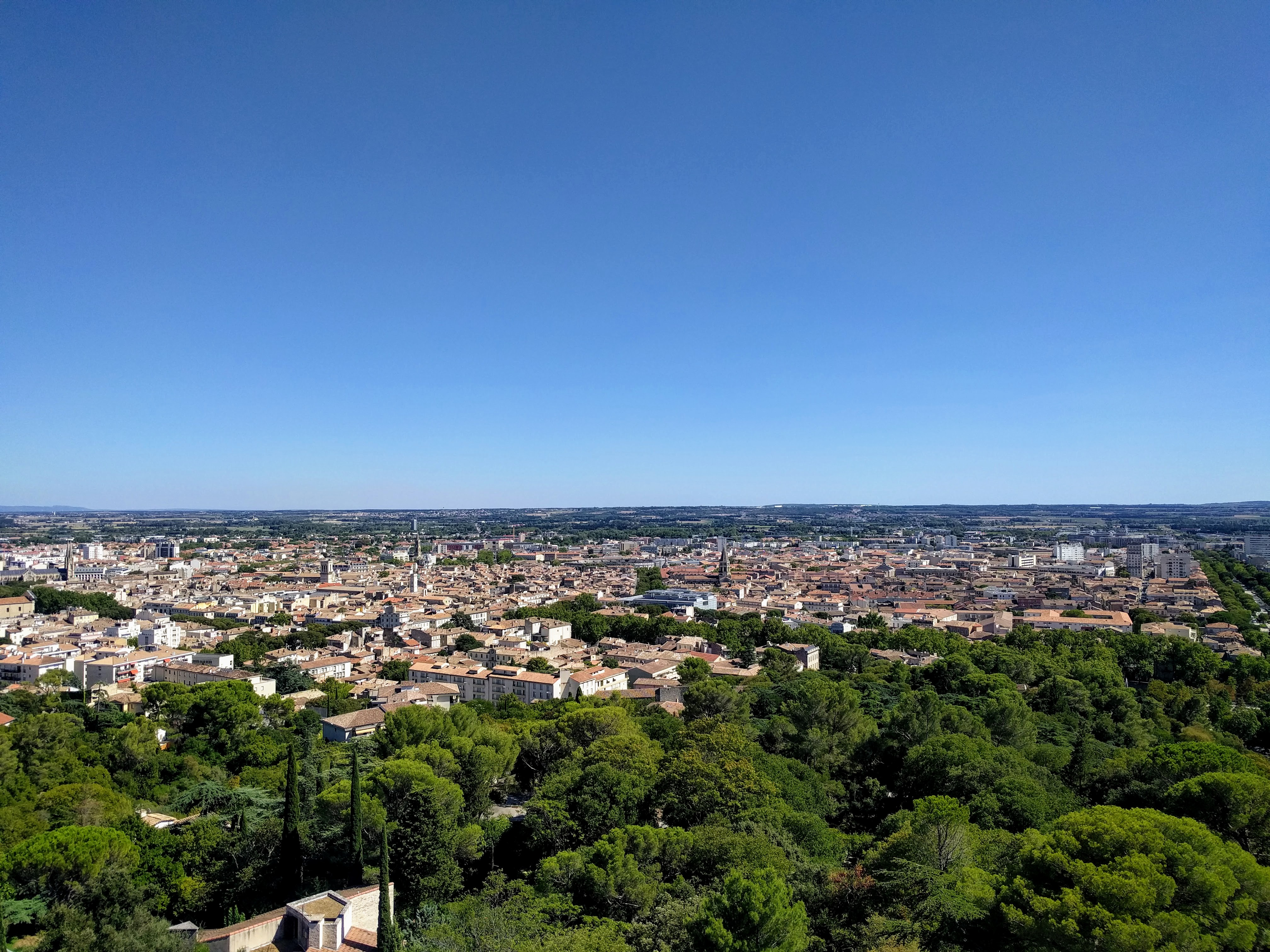
远眺尼姆市区

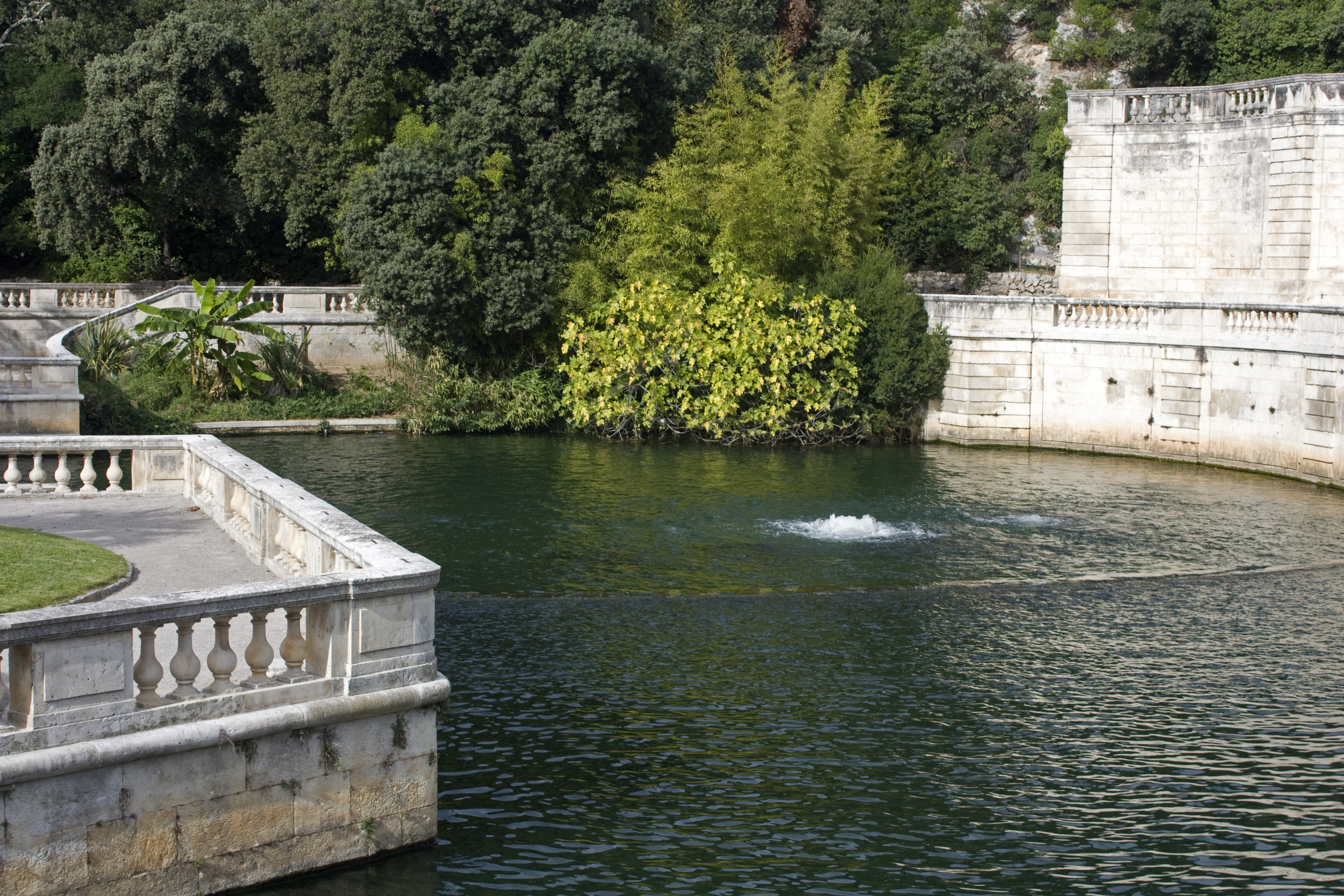
泉水花园

尼姆位于法国南部，奥克西塔尼大区的东部和加尔省的中部，距离大区首府图卢兹大约291公里，距离法国首都巴黎大约712公里。与尼姆接壤的市镇包括：布亚尔格、凯萨尔格、拉卡尔梅特、卡韦拉克、迪永斯、加让、热内拉克、玛格丽特、米约、帕里尼亚尔格、普尔斯、拉鲁维耶尔、圣阿娜斯塔西、圣吉勒、罗迪扬、克拉朗萨克。

### 地形
尼姆位于塞文山脉脚下，地势北高南低，老城区地势平坦，整个市镇范围内的海拔在21至215米之间。

### 地质
尼姆附近地表多为山前冲积物，适宜大部分农作物生长。

### 水文
泉水花园位于尼姆市区，除此之外，尼姆境内缺乏大型自然水域。

### 植被
尼姆属于亚热带常绿硬叶林，被称为“加里格”植被带，多处葡萄酒庄分布于该地区。市区内的绿地公园主要分布在泉水花园内。
在鲜花城市的评比中，尼姆被评为4星级（最高级）鲜花城市。

### 气候
尼姆在柯本气候分类法中属于地中海气候，夏季炎热干燥，冬季温和湿润，降水分布均匀。受塞文气候的影响，尼姆秋冬两季易出现短时强降雨天气。
尼姆市区内的库尔贝萨克街区设有气象站，以下为该气象站的数据：
| 尼姆-库尔贝萨克 1973–2019年气象数据 | 尼姆-库尔贝萨克 1973–2019年气象数据 | 尼姆-库尔贝萨克 1973–2019年气象数据 | 尼姆-库尔贝萨克 1973–2019年气象数据 | 尼姆-库尔贝萨克 1973–2019年气象数据 | 尼姆-库尔贝萨克 1973–2019年气象数据 | 尼姆-库尔贝萨克 1973–2019年气象数据 | 尼姆-库尔贝萨克 1973–2019年气象数据 | 尼姆-库尔贝萨克 1973–2019年气象数据 | 尼姆-库尔贝萨克 1973–2019年气象数据 | 尼姆-库尔贝萨克 1973–2019年气象数据 | 尼姆-库尔贝萨克 1973–2019年气象数据 | 尼姆-库尔贝萨克 1973–2019年气象数据 | 尼姆-库尔贝萨克 1973–2019年气象数据 |
| 月份                                | 1月                                 | 2月                                 | 3月                                 | 4月                                 | 5月                                 | 6月                                 | 7月                                 | 8月                                 | 9月                                 | 10月                                | 11月                                | 12月                                | 全年                                |
| ----------------------------------- | ----------------------------------- | ----------------------------------- | ----------------------------------- | ----------------------------------- | ----------------------------------- | ----------------------------------- | ----------------------------------- | ----------------------------------- | ----------------------------------- | ----------------------------------- | ----------------------------------- | ----------------------------------- | ----------------------------------- |
| 历史最高温 °C（°F）                 | 21.5 (70.7)                         | 24.6 (76.3)                         | 27.3 (81.1)                         | 30.7 (87.3)                         | 34.7 (94.5)                         | 44.4 (111.9)                        | 38.9 (102.0)                        | 41.6 (106.9)                        | 36.8 (98.2)                         | 31.9 (89.4)                         | 26.1 (79.0)                         | 20.6 (69.1)                         | 44.4 (111.9)                        |
| 平均高温 °C（°F）                   | 11.0 (51.8)                         | 12.4 (54.3)                         | 16.0 (60.8)                         | 18.6 (65.5)                         | 23.0 (73.4)                         | 27.5 (81.5)                         | 31.0 (87.8)                         | 30.5 (86.9)                         | 25.7 (78.3)                         | 20.4 (68.7)                         | 14.5 (58.1)                         | 11.3 (52.3)                         | 20.2 (68.3)                         |
| 日均气温 °C（°F）                   | 6.8 (44.2)                          | 7.8 (46.0)                          | 10.9 (51.6)                         | 13.5 (56.3)                         | 17.5 (63.5)                         | 21.7 (71.1)                         | 24.9 (76.8)                         | 24.4 (75.9)                         | 20.3 (68.5)                         | 16.0 (60.8)                         | 10.5 (50.9)                         | 7.4 (45.3)                          | 15.1 (59.2)                         |
| 平均低温 °C（°F）                   | 2.7 (36.9)                          | 3.2 (37.8)                          | 5.8 (42.4)                          | 8.3 (46.9)                          | 12.1 (53.8)                         | 15.8 (60.4)                         | 18.7 (65.7)                         | 18.4 (65.1)                         | 14.9 (58.8)                         | 11.5 (52.7)                         | 6.5 (43.7)                          | 3.6 (38.5)                          | 10.1 (50.2)                         |
| 历史最低温 °C（°F）                 | −12.2 (10.0)                        | −14 (7)                             | −6.8 (19.8)                         | −2 (28)                             | 1 (34)                              | 2.3 (36.1)                          | 10 (50)                             | 9.2 (48.6)                          | 5.4 (41.7)                          | −1 (30)                             | −4.8 (23.4)                         | −9.7 (14.5)                         | −14 (7)                             |
| 平均降水量 mm（）                   | 64.7 (2.55)                         | 47.3 (1.86)                         | 40.4 (1.59)                         | 65.1 (2.56)                         | 58.5 (2.30)                         | 40.9 (1.61)                         | 28.2 (1.11)                         | 53.3 (2.10)                         | 96.4 (3.80)                         | 119.2 (4.69)                        | 83.1 (3.27)                         | 65.8 (2.59)                         | 762.9 (30.03)                       |
| 月均日照時數                        | 141.6                               | 166.3                               | 222.2                               | 229.8                               | 262                                 | 311                                 | 341.1                               | 301.6                               | 239                                 | 166.6                               | 147.9                               | 134                                 | 2,663.1                             |
| 来源：Infoclimat                    |                                     |                                     |                                     |                                     |                                     |                                     |                                     |                                     |                                     |                                     |                                     |                                     |                                     |

## 行政区划
尼姆是法国奥克西塔尼大区加尔省的一个市镇，编号为30189，它也是加尔省的省会。尼姆下辖尼姆区，隶属于加尔省第一选区和第六选区，管理尼姆第一县、第二县、第三县和第四县，另有一部分区域被划至圣吉勒县。尼姆也是尼姆都会城市圈公共社区的办公驻地。
尼姆市政府则将其市镇划分为7个街区，自2002年起开始实行街区自治制度。
法国国家统计与经济研究所（简称）在进行数据统计时，将尼姆及相邻的另外8个市镇设为尼姆城市核心区，并将包括核心区在内的周边共50个市镇划为尼姆城市区。自2020年起，尼姆城市区被包含92个市镇的尼姆城市辐射区代替。此外，还将尼姆市镇分为了63个“块区”（IRIS），以便于统计人口分布情况。

## 交通

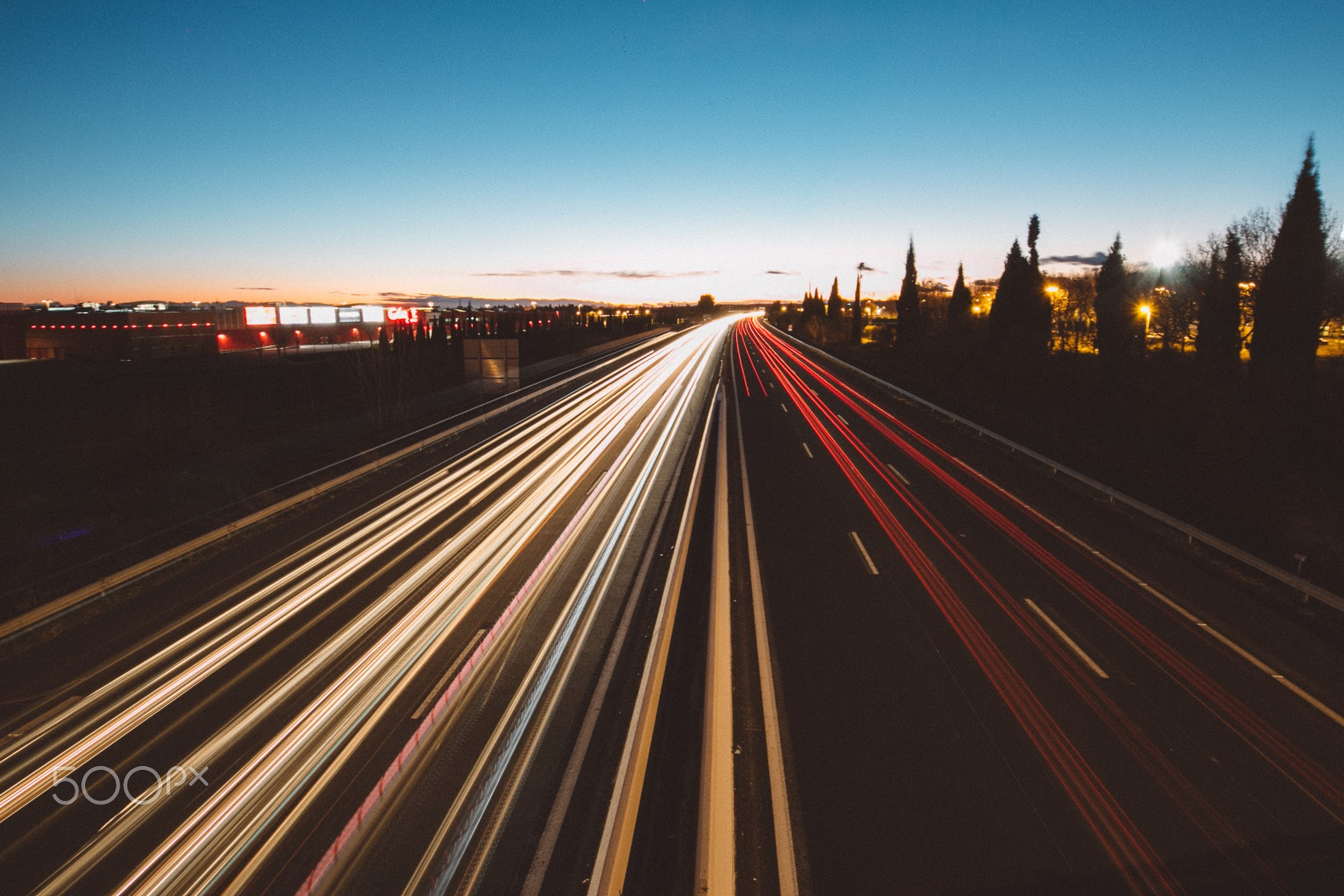
尼姆附近高速公路上的车流

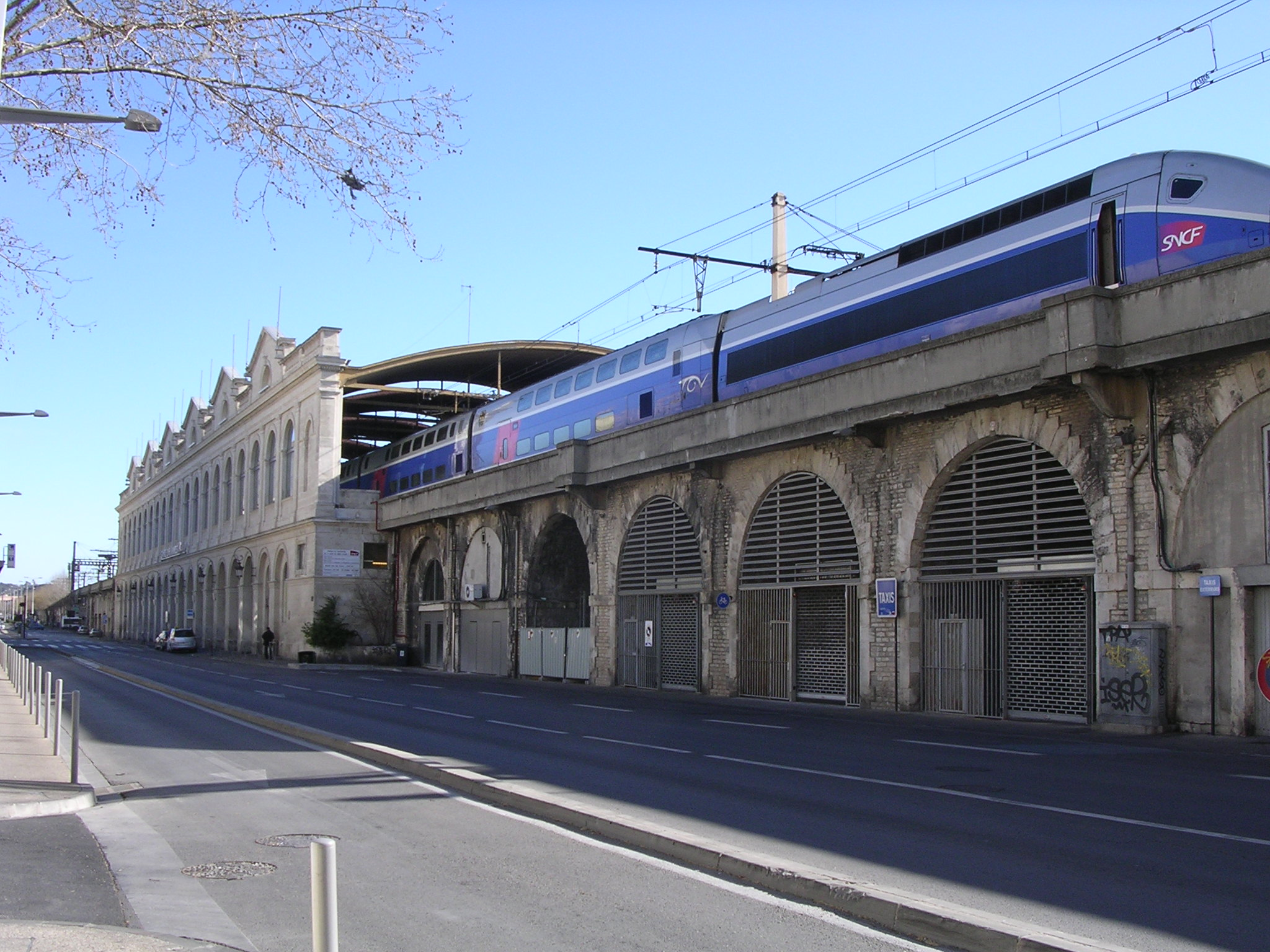
尼姆火车站

### 公路
尼姆位于罗讷河谷前往西班牙方向的必经之路上，法国国家A9号和A54号两条高速公路在尼姆市区南部交汇，并设有多个出入口连接市区。此外，法国国道N106线和多条加尔省省道在尼姆交汇。
奥克西塔尼大区下属的城际客运线路系统包含多条连接尼姆和周边主要市镇的常规或学生巴士线路。
2017年，65.8%的尼姆家庭拥有至少一辆私人汽车。2019年，尼姆境内共发生各类交通事故110起，造成14人遇难，146人受伤。

### 铁路
尼姆位于塔拉斯孔－塞特铁路、圣日耳曼代福塞－尼姆铁路和尼姆－勒格罗迪鲁瓦铁路的交汇处。尼姆火车站位于市中心，是法国铁路系统a级车站，该站每天停靠多趟前往巴黎方向及巴塞罗那、马德里、图卢兹、马赛、里尔、斯特拉斯堡、南特、雷恩等地的高速列车，同时也开行前往克莱蒙费朗、阿维尼翁、蒙彼利埃、佩皮尼昂等地的区域列车。2018年，尼姆站累计发送旅客数量达367万人次。2019年12月15日，位于尼姆市区东部的尼姆-加尔桥站建成使用，该站是一个普铁和高铁换乘车站，尼姆－蒙彼利埃繞道和塔拉斯孔－塞特铁路在此交汇。

### 航空

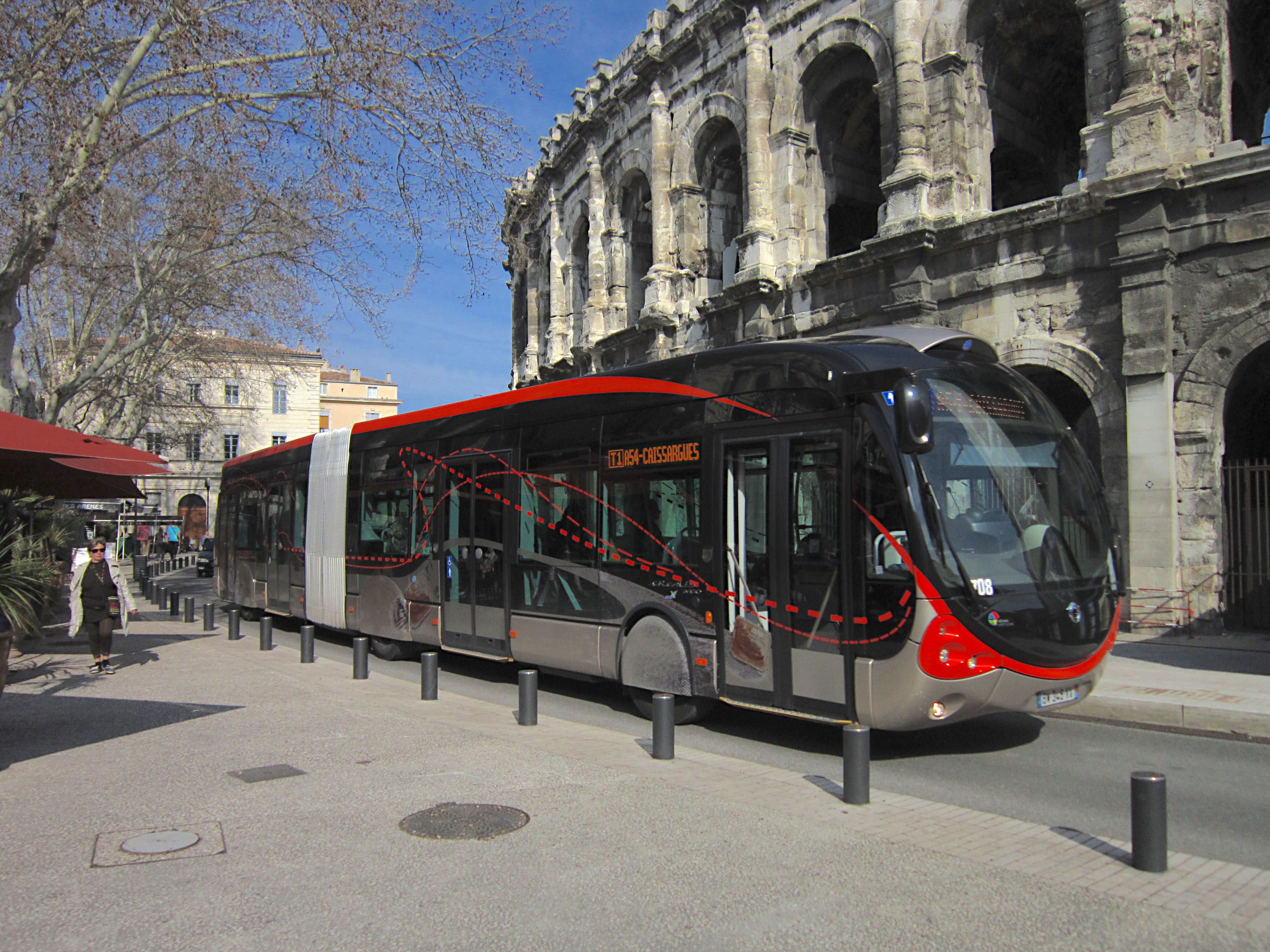
尼姆街头的一辆公共汽车

尼姆加龙机场（AITA编码：FNI）位于尼姆市区南部，在高铁开通前主要开行前往巴黎及法国北方城市的航线，现由瑞安航空提供前往马拉喀什、布鲁塞尔、伦敦等地的廉价航班。

### 城市公共交通
尼姆城市公共交通（商业名称为）是当地的城市公共交通系统，截至2021年4月，该系统包含了1条大容量公交线路（编号为T1）和21条常规公交线路，同时提供定制公交、校车、机场摆渡巴士等服务，其线路网覆盖了尼姆都会城市圈公共社区的所有市镇，由法国交通发展集团负责运营。

## 政治

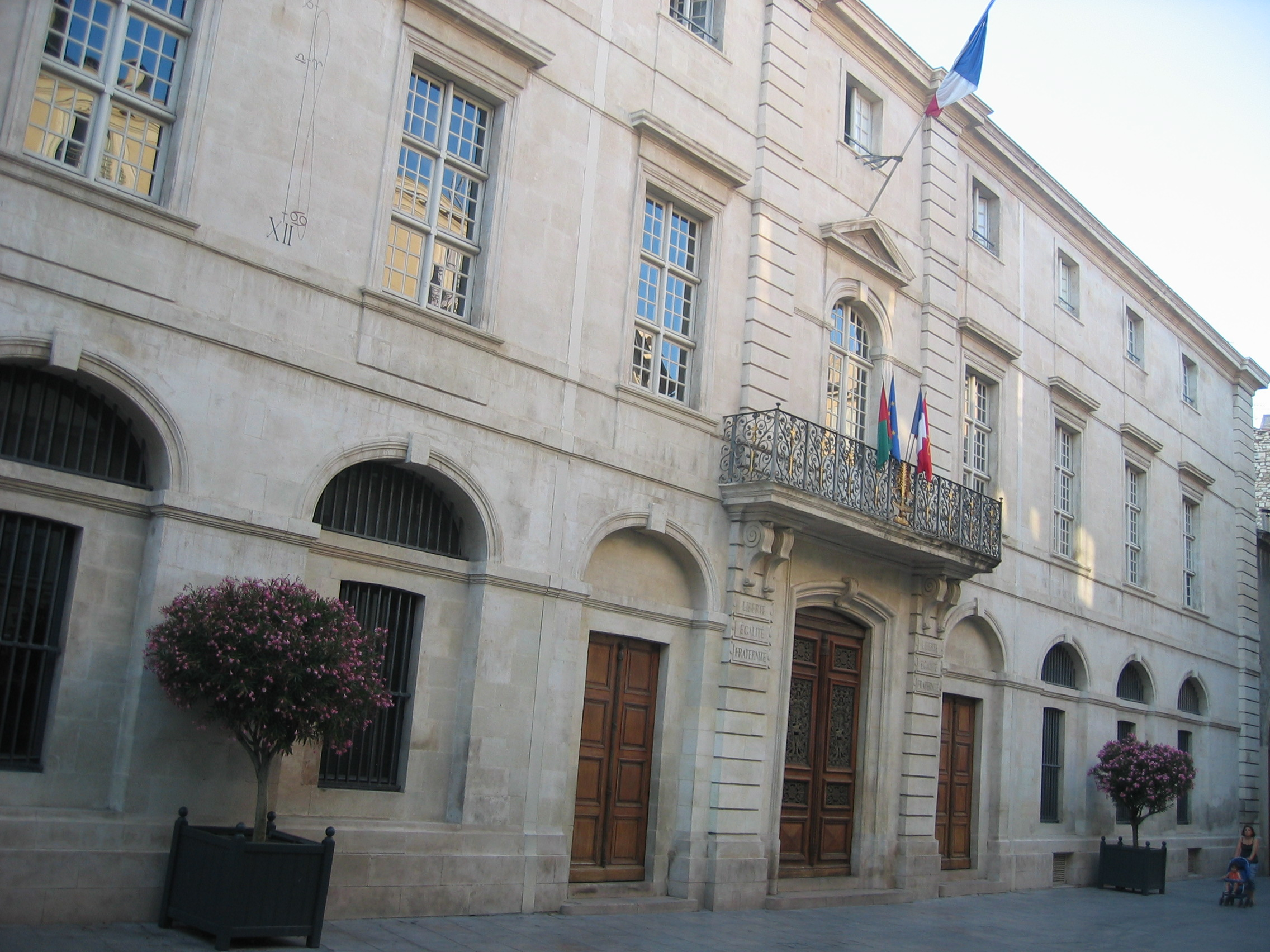
尼姆市政厅

现任尼姆的现任市长为让-保罗·富尼耶先生，为共和党的一名成员，他在2014年的市政选举中获得了46.8%的支持率，在2020年的市政选举中则获得34.34%的支持率
| 尼姆历届市长   |                 |                           |
| 任期           | 市长            | 党派                      |
| 1944年－1947年 | 莱昂·韦尔尼奥勒 | PCF法国共产党             |
| 1947年－1965年 | 埃德加·塔亚德   | SFIO工人国际法国支部      |
| 1965年－1983年 | 埃米尔·茹尔丹   | PCF法国共产党             |
| 1983年－1995年 | 让·布斯凯       | UDI民主人士和独立人士联盟 |
| 1995年－2001年 | 阿兰·克拉里     | PCF法国共产党             |
| 2001年－       | 让-保罗·富尼耶  | UMP人民运动联盟 →LR共和黨 |

在2017年法国大选的第一次选举当中，法国极左翼领袖让-吕克·梅朗雄在尼姆获得23.99%的支持率，居所有候选人首位；法国现任总统马克龙则在第二次选举中获得了65.28%的支持率并胜出。

## 人口
2018年，尼姆市镇人口数量为149,633，在法国排名第21位。其中男性71,421人，女性79,189人，75岁及以上人口占8.7%，外籍人口数量为41,167人，人口密度为925人/平方公里，当地居民被称为（男性）或（女性）。2019年，尼姆境内出生1,862人，死亡人口1,500人。
| 年份   | 1936   | 1946   | 1954   | 1962   | 1968    | 1975    | 1982    | 1990    | 1999    | 2008    | 2012    | 2016    | 2018    |
| ------ | ------ | ------ | ------ | ------ | ------- | ------- | ------- | ------- | ------- | ------- | ------- | ------- | ------- |
| 人口數 | 93,758 | 91,667 | 89,130 | 99,802 | 123,292 | 127,933 | 124,220 | 128,471 | 133,424 | 140,267 | 146,709 | 151,001 | 149,633 |

## 经济

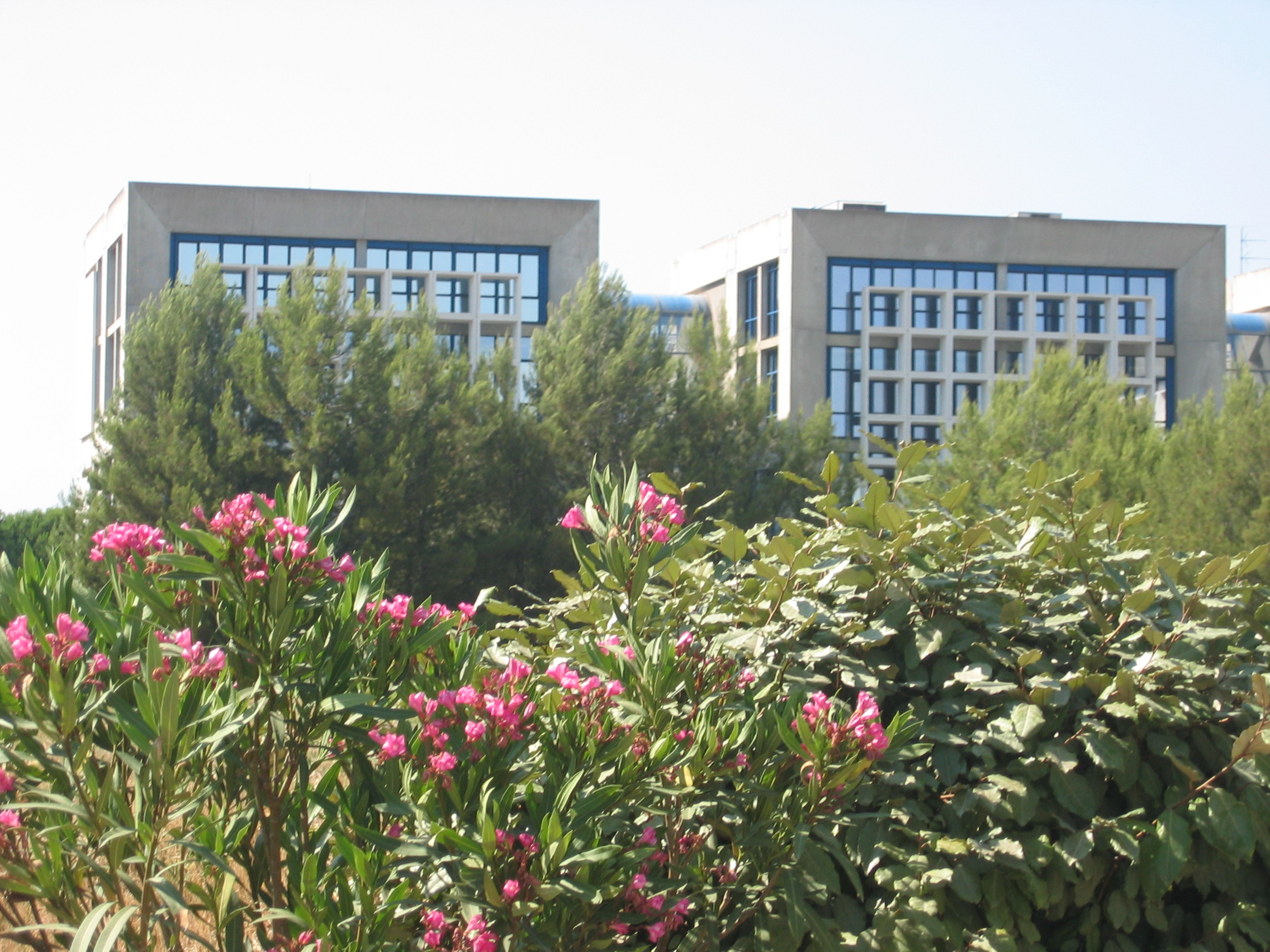
尼姆的一处科技园

尼姆是法国南部的一座综合性工商业城市，尼姆-巴尼奥勒-于泽斯-勒维冈工商会的所在地。截至2021年4月，当地共有各类用人单位27,686家，平均历史为15年，其中99.03%为中小型企业（PME）。（汽车销售）、（工程技术）及（保险）是当地2019年营业额最高的三个企业，分别为113,065,833欧元、109,305,356欧元和92,311,099欧元。

### 财政收入
2019年，尼姆的财政收入总额为244,349,000欧元，财政支出总额为211,081,000欧元，当年的债务总额为189,605,000欧元。2020年，尼姆共获得42,236,130欧元的国家财政补助，比上一年增加了0.01%。
2017年，尼姆的人均月收入总额为2,040欧元，其中高级职员为3,702欧元，低于法国平均水平（4,214欧元）；中级职员为2,192欧元，低于法国平均水平（2,353欧元）；普通职员为1,608欧元，亦低于法国平均水平（1,690欧元）。
2017年，尼姆境内的青壮年（15至64岁）失业率为21.8%，当地42.2%的家庭拥有纳税资格，平均纳税3,594欧元，低于法国平均水平（3,888欧元）。

## 社会事务

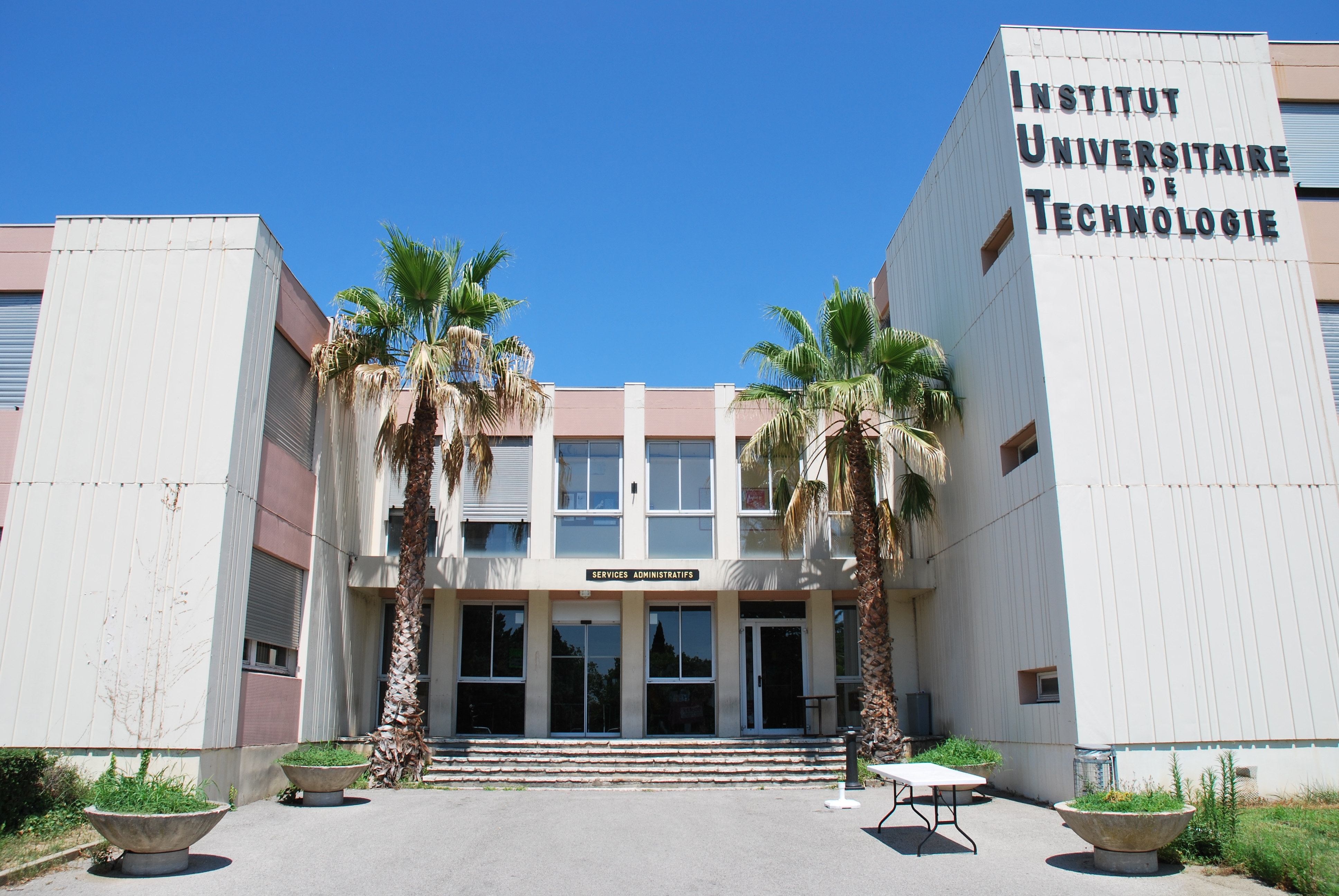
尼姆应用科技学院

### 教育
尼姆属于蒙彼利埃学区。截止2017年1月1日，尼姆境内共有40所幼儿园、54所小学、18所初级中学、10所普通高中、0所农业高中和8所职业高中。2018至2019学年度，尼姆境内共有学生19408名。
在高等教育方面，尼姆大学成立于2007年，是法国的一个公立高等学府。蒙彼利埃大学的部分专业及下属的应用科技学院位于尼姆。此外法国国立警察学校亦在尼姆设有分校区。

### 医疗
截止2019年1月1日，尼姆境内共有全科医生196名、保健师235名、牙医133名、护士303名、耳科医生7名、眼科医生24名、皮肤科医生18名、助产士21名、儿科医生14名和妇科医生23名。境内共有药房63家、养老院19家、残疾人帮扶中心21家。
尼姆大学中心医院成立于1958年，是法国的一个区域性医疗机构，也是尼姆大学的教学医院，主病区为位于尼姆市区西部的卡雷莫医院（Hôpital Carémeau），设有1,371个床位，是当地最大的综合性医疗机构。

### 住房
2017年，尼姆境内共有各类住房81,417套，其中30.3%为独立式居民区，68.9%为集中式居民区。常住房屋占尼姆市镇范围内居民建筑总量的87.8%。
在住房保障政策方面，2017年，尼姆境内共有27,863户家庭获得了住房经济补助，受益人数占总人口数量的18.5%，其中26,950份为房租补助。

### 商业

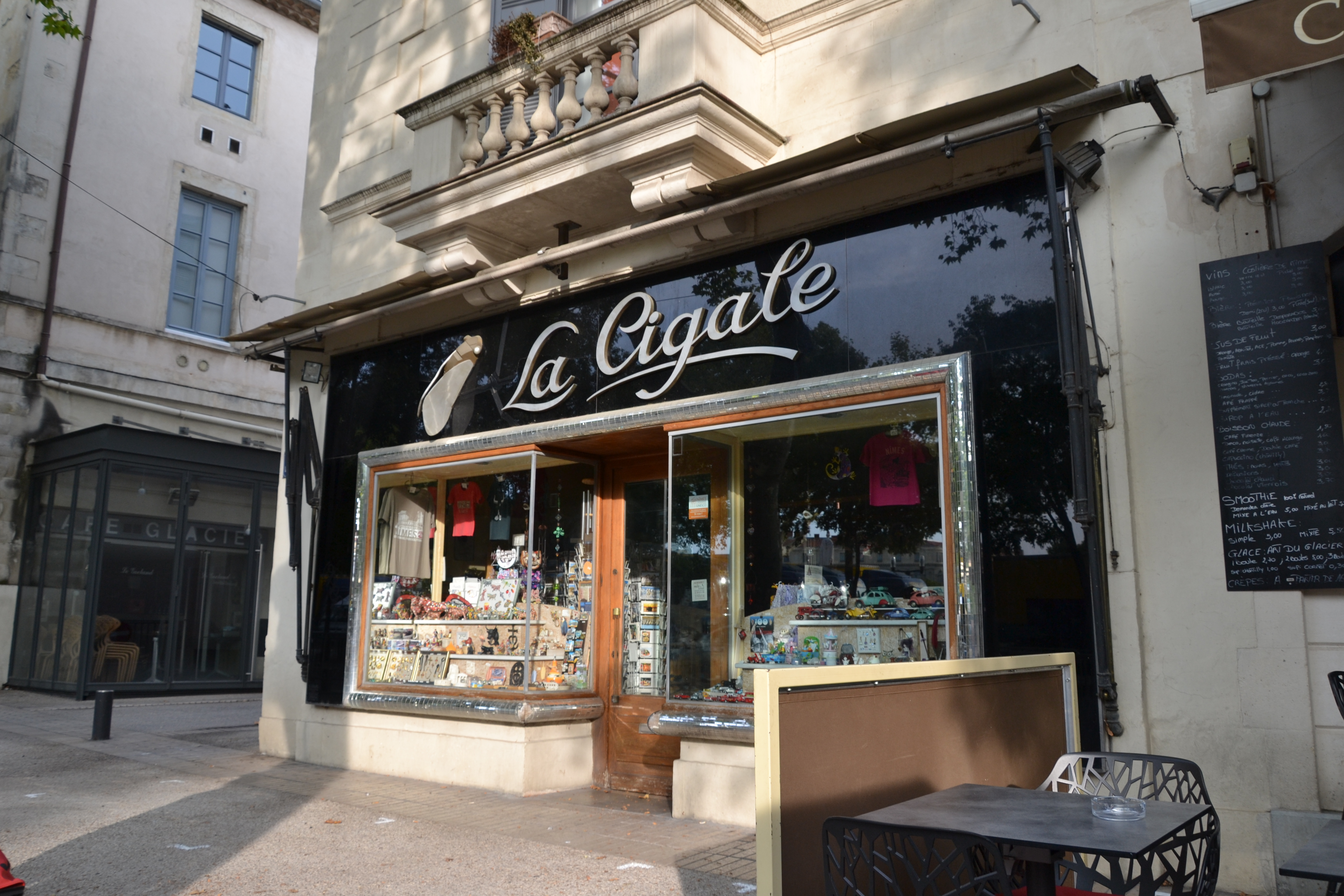
尼姆街头的一处礼品店

2019年，尼姆境内共有各类实体商铺4,669家，其中餐厅815家、大型超市40家、杂货店140家、面包房146家、肉铺73家、书店50家、装饰品店27家、银行门店87家、美容美发店260家、汽车维修店198家。市区西南部和东北郊设有大型商业街区。

### 体育

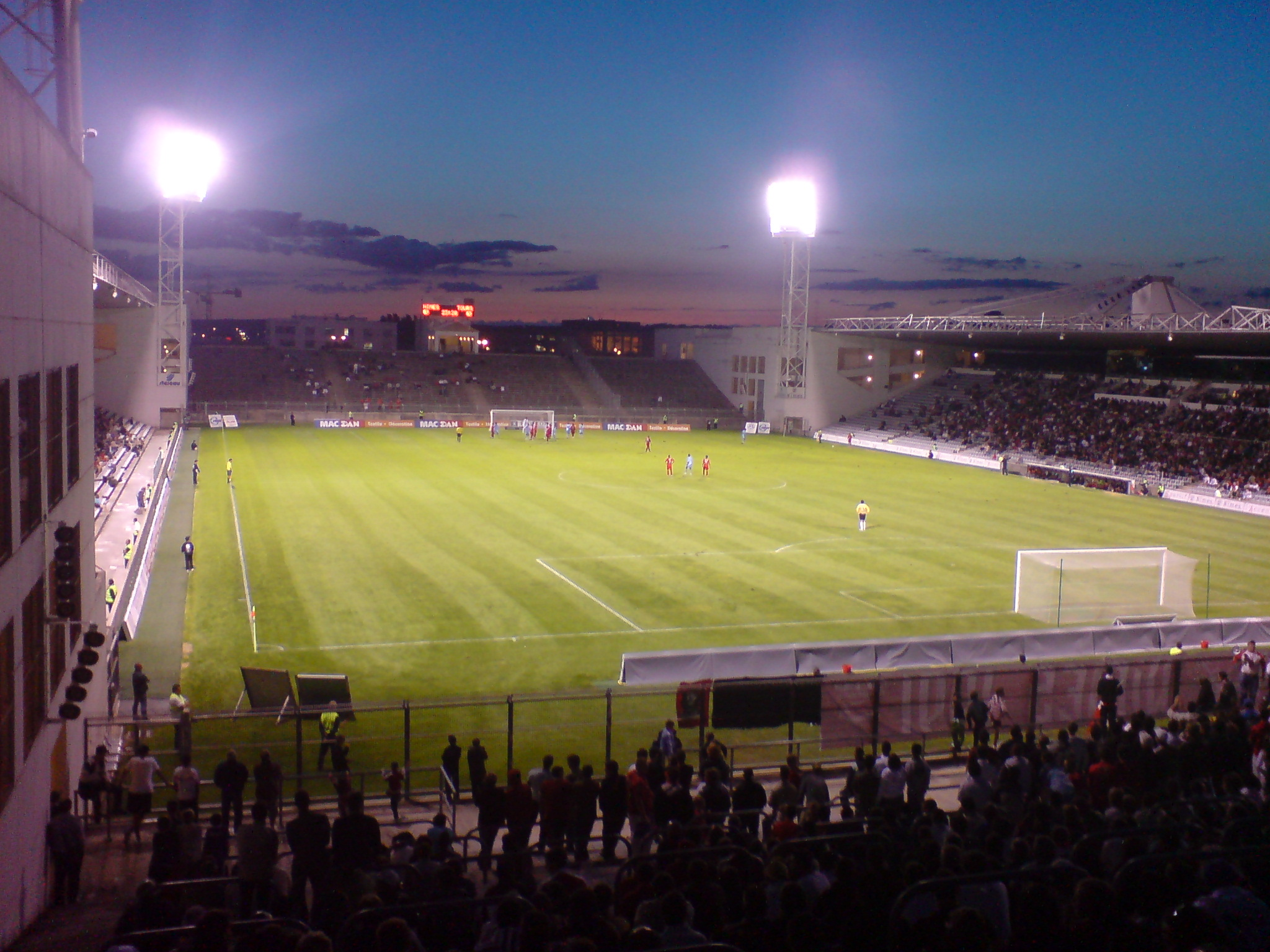
科斯蒂耶尔球场

2019年，尼姆境内共有11家游泳池、21间体育馆、5座综合体育场、87处网球场、8处马术场、20处足球或橄榄球场、20处篮球或排球场以及3处高尔夫球场。
截至2021年4月，尼姆境内共有26家注册足球俱乐部，其中尼姆奥林匹克足球俱乐部是当地的代表性足球队，被称为“鳄鱼”（Crocodile），成立于1901年，2020至2021赛季参加法国足球甲级联赛，其主场科斯蒂耶尔球场可同时容纳超过1.5万名观众，是当地规模最大的体育设施。
尼姆亦是2019年环法自行车赛的一个途经站点。

### 环境
尼姆的环境事务由尼姆都会城市圈公共社区负责管理。2015年，尼姆境内共3家污染企业，当年的二氧化氮浓度为13.5µg/m³、臭氧浓度为57.5µg/m³、二氧化硫浓度为1µg/m³、悬浮颗粒物（PM10）20.3µg/m³，水体坤化物平均值0.7µg/L，汞化物平均值0.02µg/L，硝酸盐平均值34.6 mg/L，磷酸三正丁酯平均值0.01 mg/L。

### 治安
尼姆市区内共有3个派出所和2个国家宪兵队，另设有多处消防站。
2014年，尼姆及附近地区共发生各类案件13,622起，其中盗窃类案件8,449起，经济类案件1,260起，毒品交易类案件532起。

## 文化
2017年，尼姆境内共有3个剧场、3个电影院、6个博物馆和1个音乐厅，当地有多个文化团体。

### 建筑
尼姆境内的代表性建筑以罗马时期的历史古迹为主，其中尼姆竞技场、普拉迪耶喷泉、迪亚纳神庙遗址等为法国国家文物保护单位。

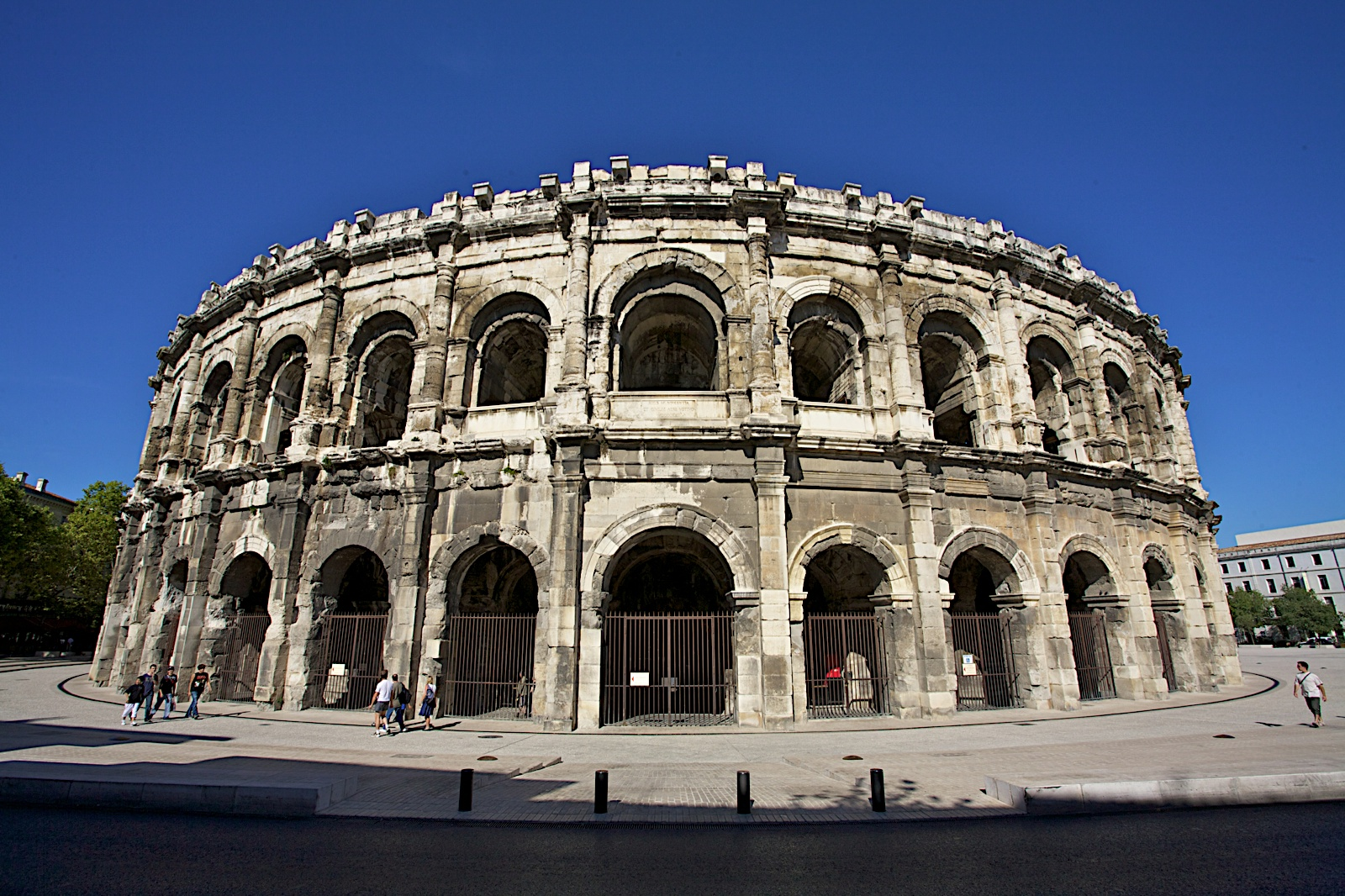
尼姆竞技场
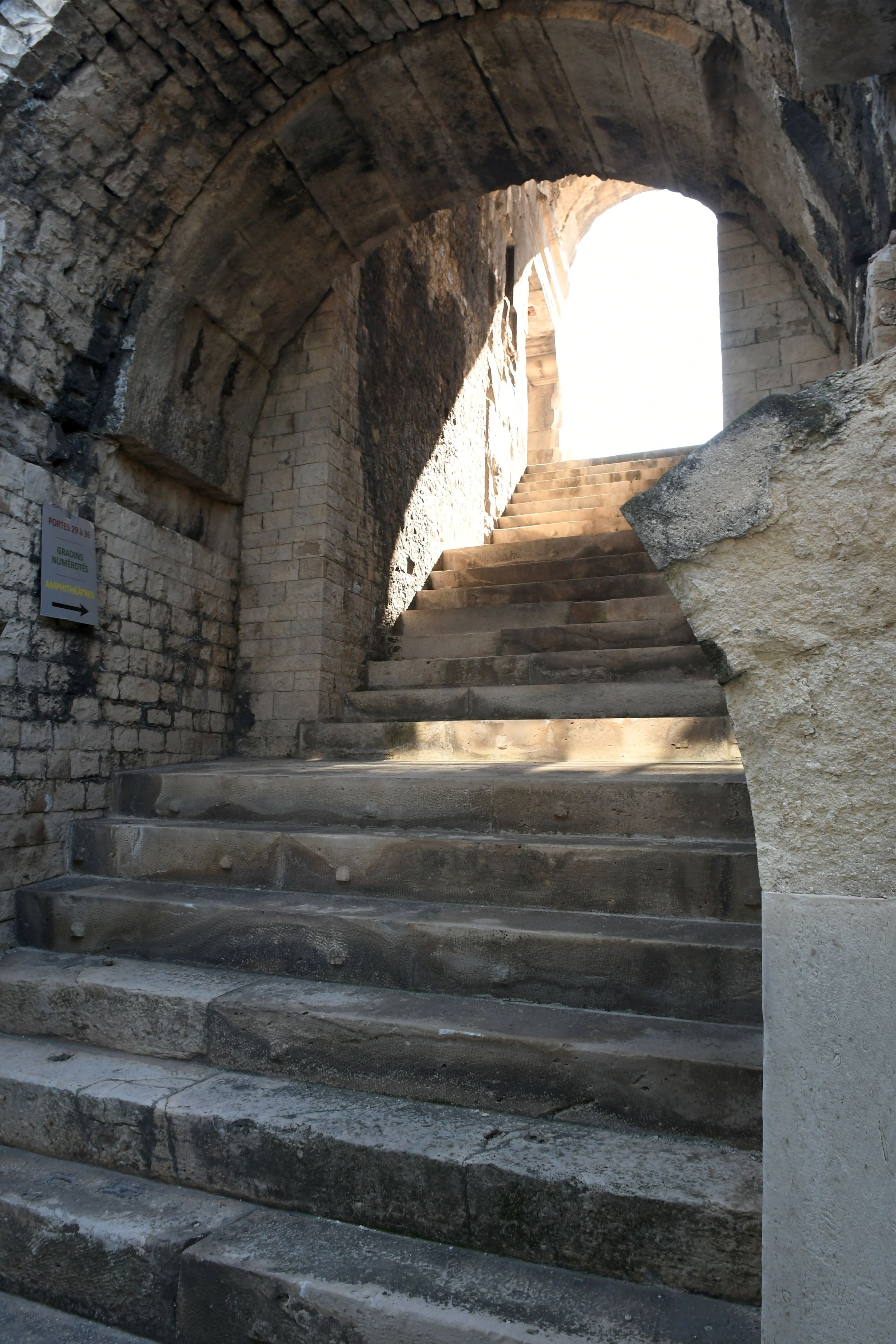
竞技场阶梯
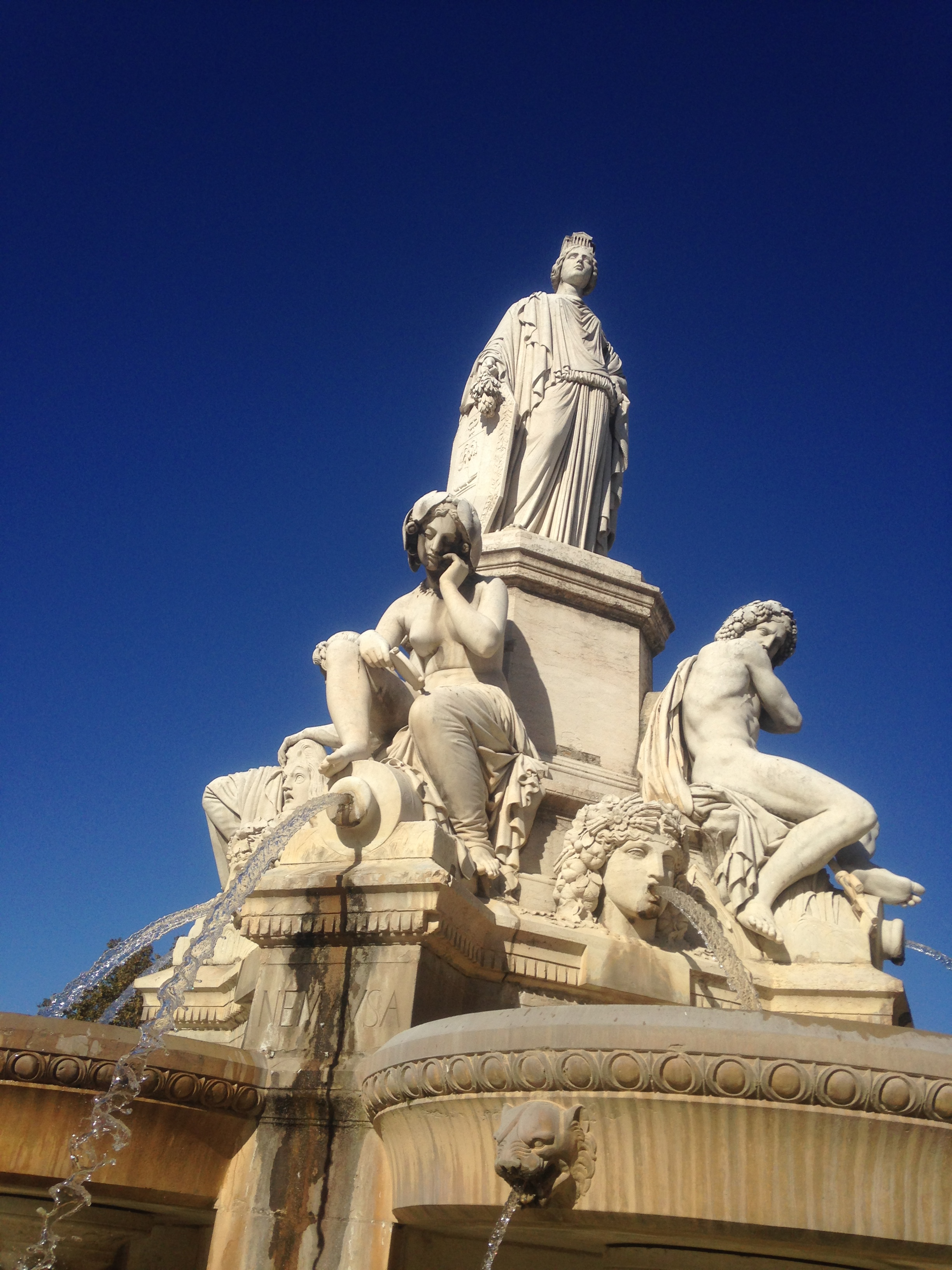
普拉迪耶喷泉（法语：Fontaine Pradier）
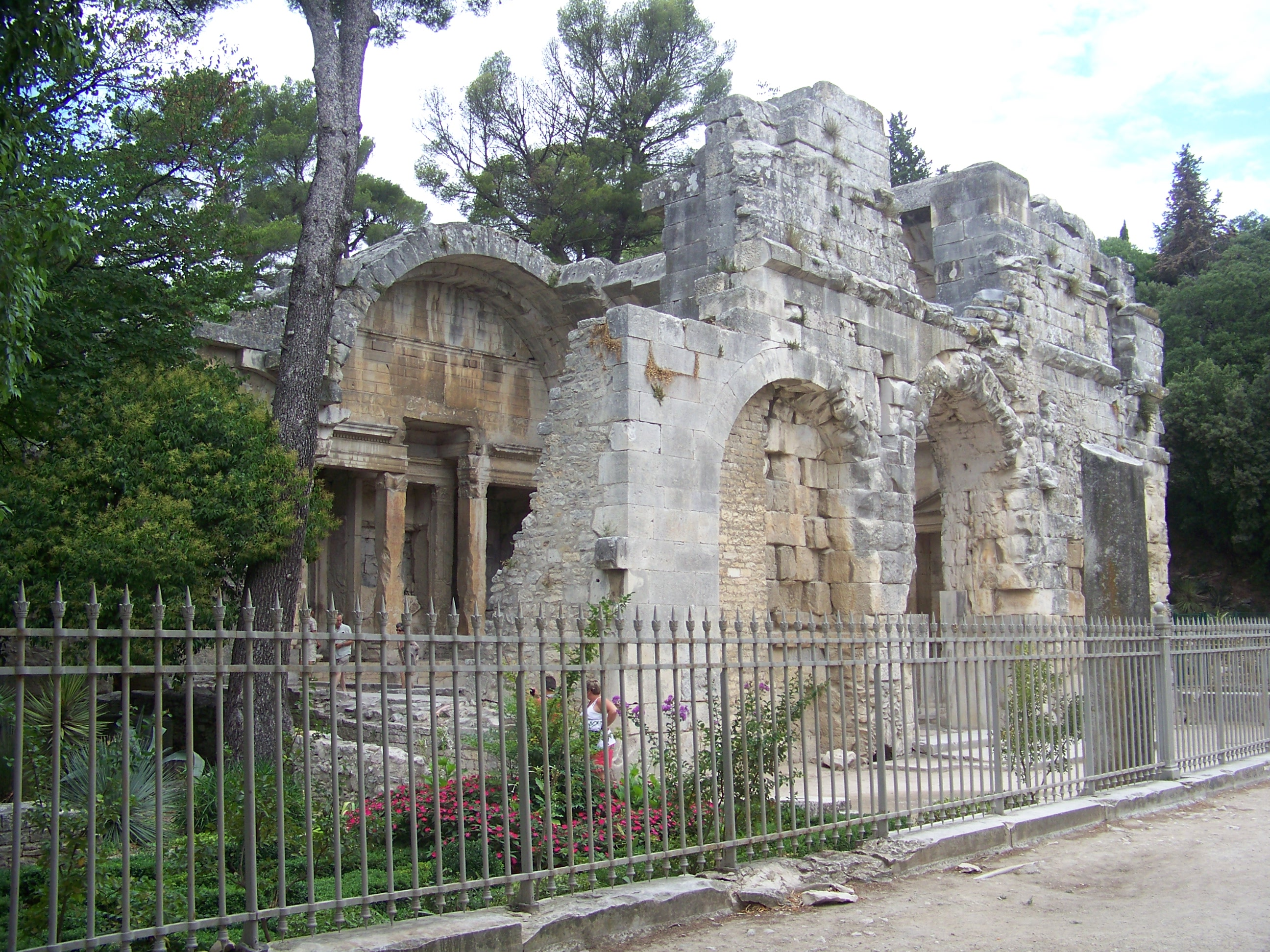
迪亚纳神庙（法语：Temple de Diane）遗址
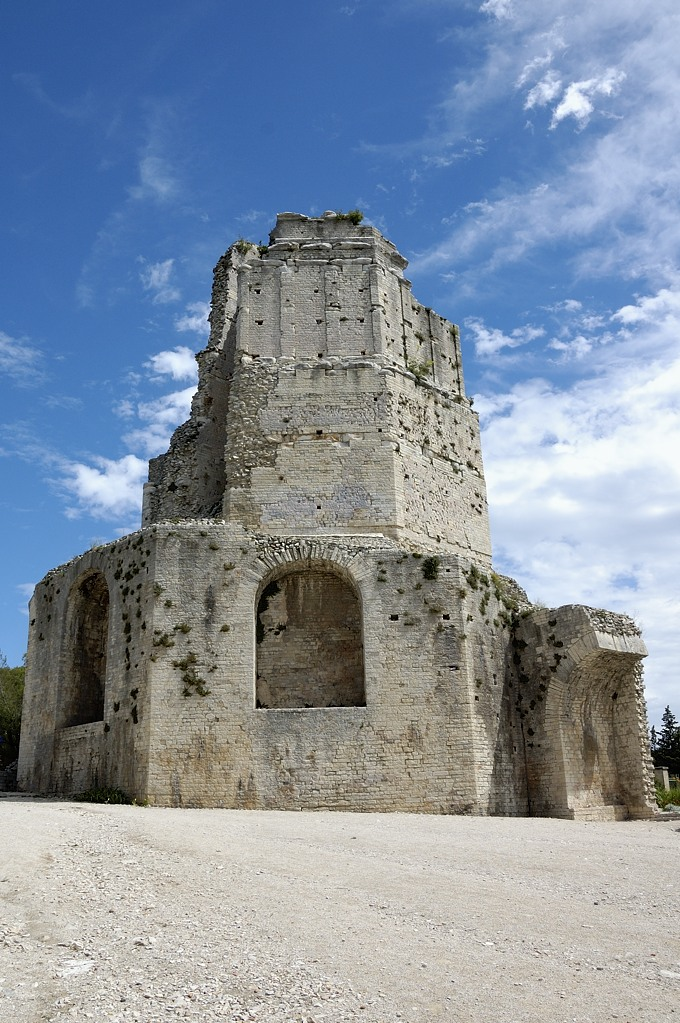
马涅塔
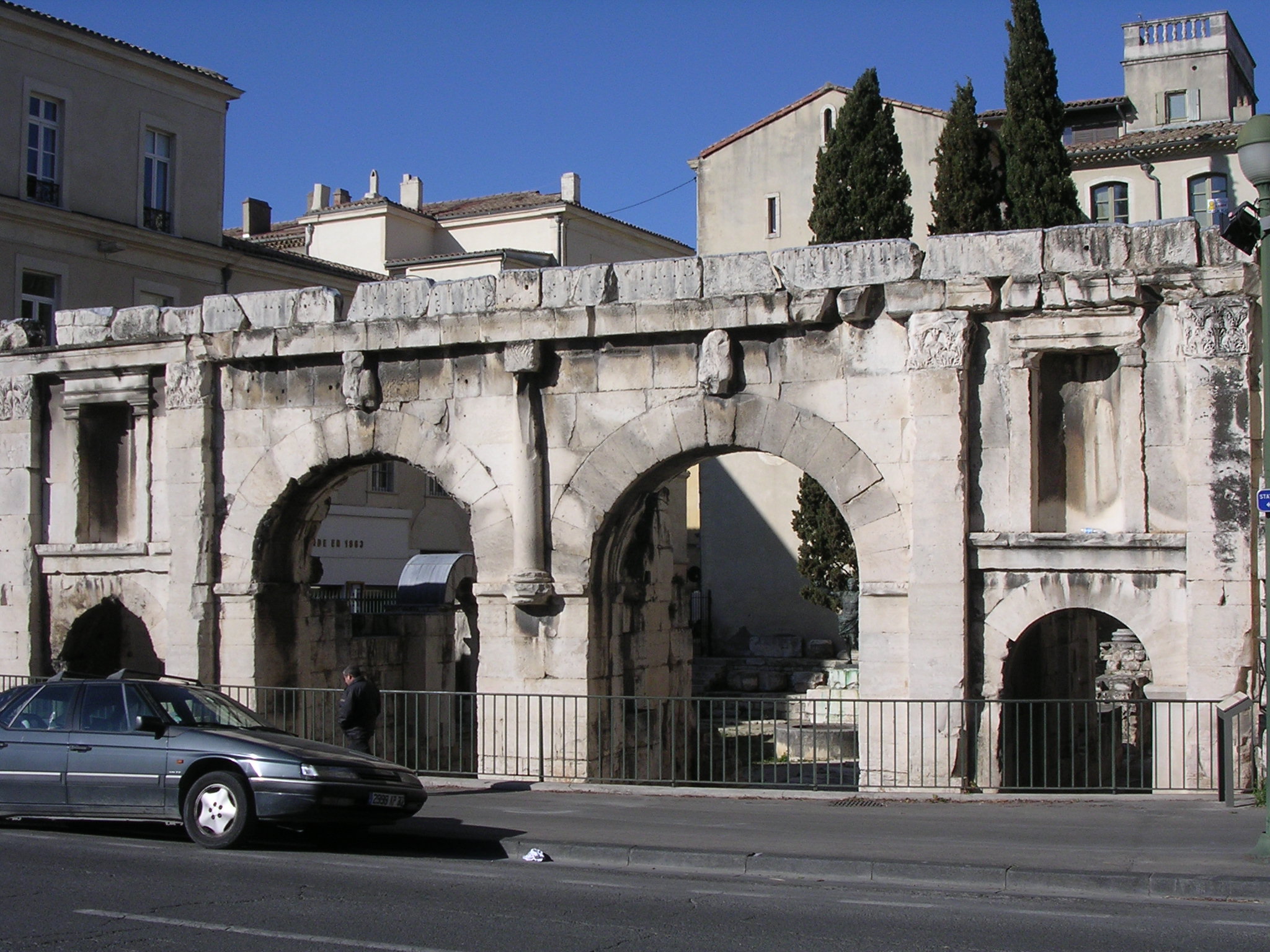
奥古斯都城门
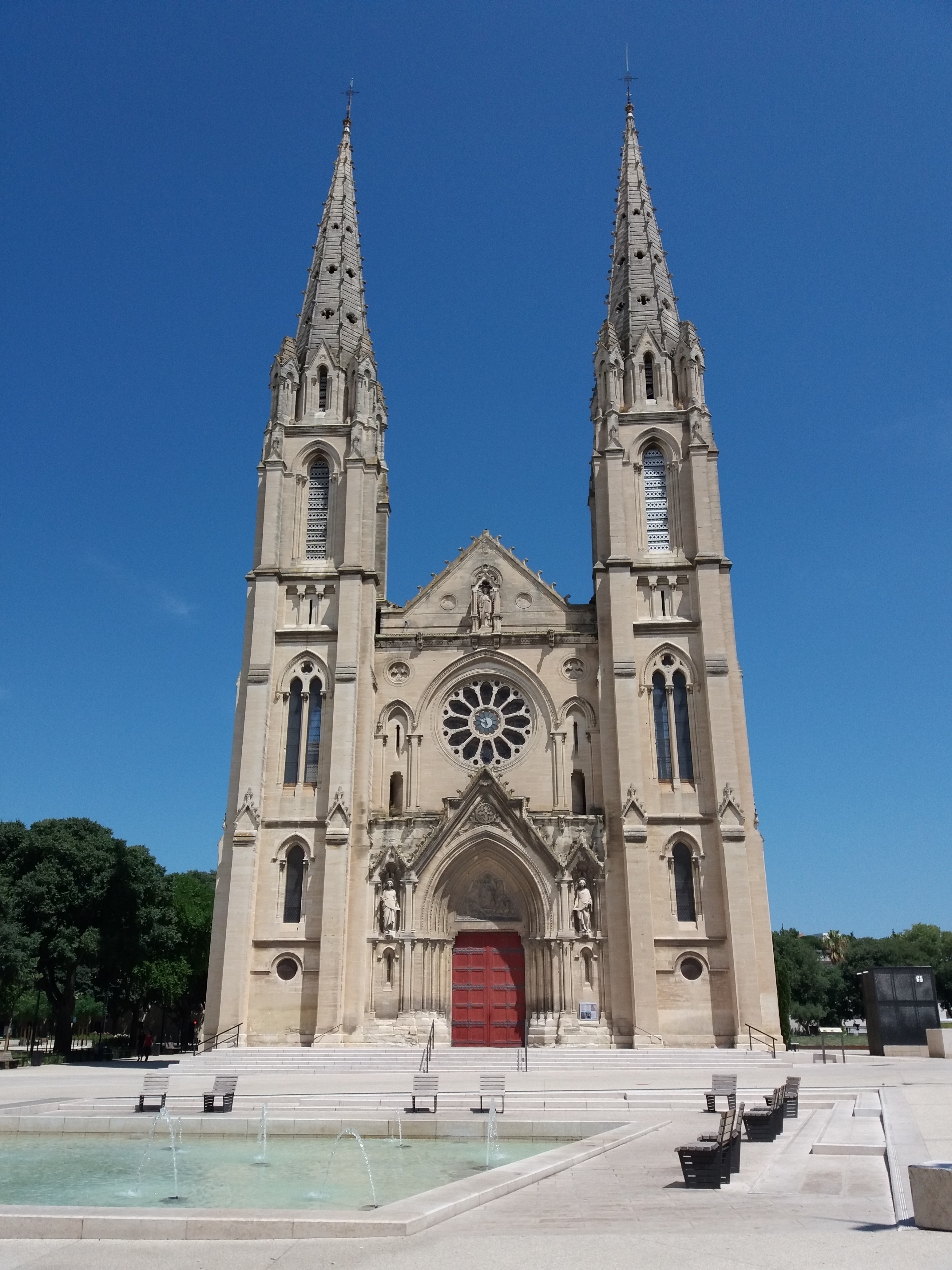
圣博迪勒教堂
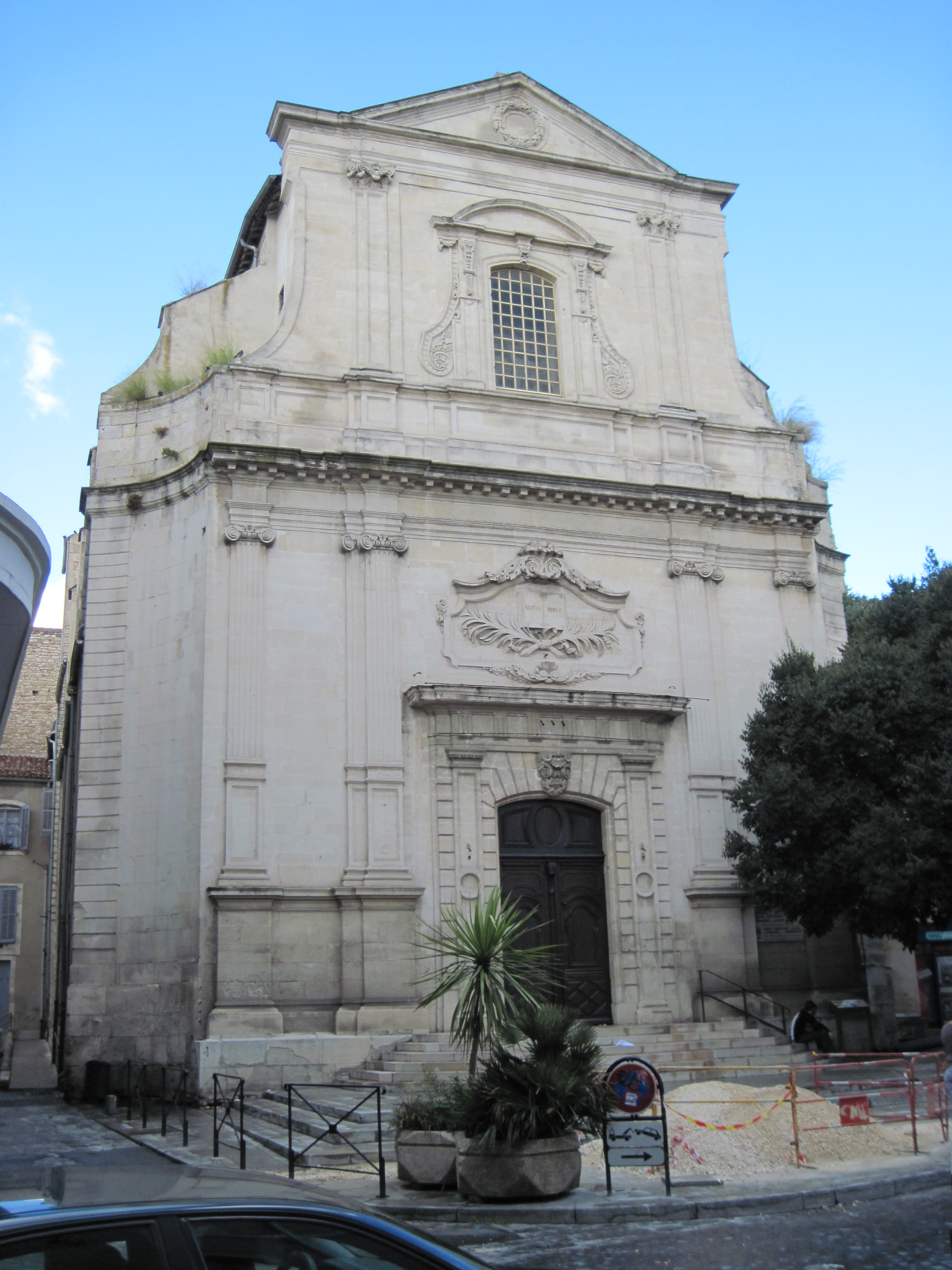
大祈祷室

### 旅游

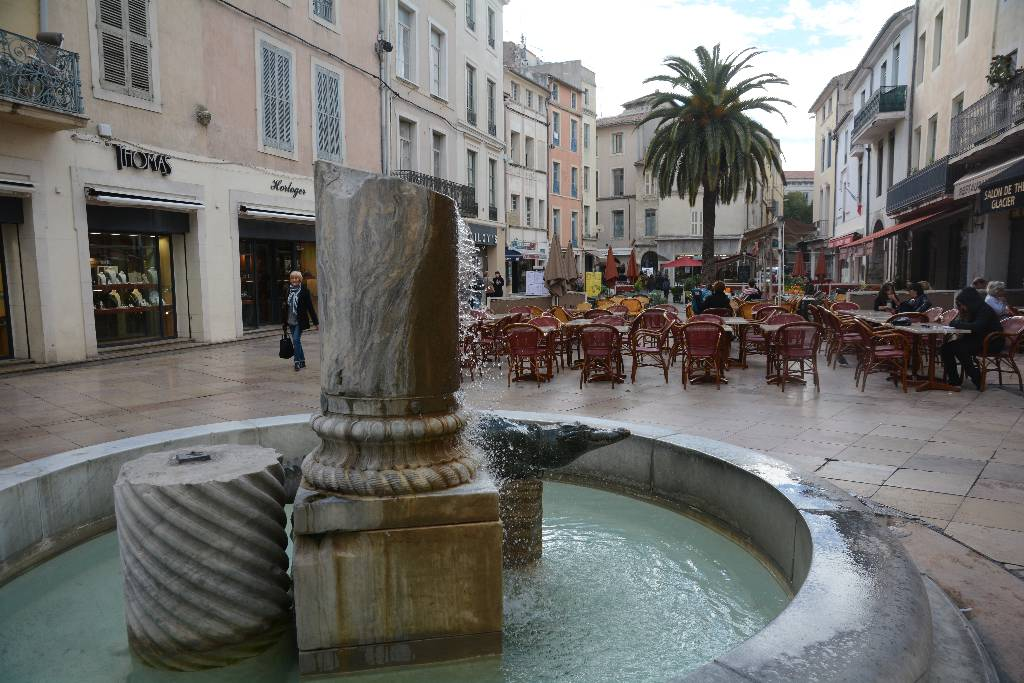
鳄鱼广场和棕榈树

尼姆是法国重要的旅游城市，也是法国艺术与历史之城，被《米其林旅游杂志》评为“三星级推荐”（最高级别），当地的旅游事务由尼姆所在公共社区下属的旅游局负责管理。2018年，尼姆境内共有33个宾馆共计1,484家房间，另有1个露营地，可容纳共247辆露营车。

### 媒体
法国主要的媒体均可在尼姆接收，法国电视三台下属的奥克西塔尼大区频道在部分时段播出尼姆所属区域的地方新闻。

## 相关人物
古罗马王后普罗蒂娜、法国哲学家让·尼科、政治人物阿道夫·克雷米厄、画家夏尔-约瑟夫·纳图瓦尔、作家阿尔封斯·都德和让·卡里埃尔、数学家让·加斯东·达布、政治家弗朗索瓦·基佐、女钢琴家玛格丽特·朗和游泳运动员扬尼克·阿涅尔出生于尼姆。

## 对外交流

### 友好城市
截止2019年12月，尼姆共与以下8座城市互为友好城市：

| - 英国 普雷斯顿 - 義大利 维罗纳 - 德国 布伦瑞克 - 德国 奥得河畔法兰克福 | - 捷克 布拉格一区 - 西班牙 萨拉曼卡 - 以色列 里雄莱锡安 - 美国 沃斯堡 |

### 合作城市
- 摩洛哥 梅克内斯
- 西班牙 科尔多瓦